# 窄頸大橋
窄頸大橋（英語：Throgs Neck Bridge）是一條位於美國紐約州紐約市的懸索橋，跨越東河以連接皇后區貝賽與布朗克斯窄頸，是295號州際公路的一部分，亦為東河與長島海灣分界線。窄頸大橋是最新的一條跨越東河的橋，當初是為了紓解鄰近在1939年蓋好的布朗克斯白石大橋的交通流量。
窄頸大橋最早在1945年時由罗伯·摩斯所計劃，位於早其六年完工的布朗克斯白石大橋向西兩英里。窄頸大橋並非莫斯最初計劃的環繞公路的一環之一，而是為了因應日益增加的交通流量才增建的橋樑。莫斯找了設計喬治華盛頓大橋、布朗克斯白石大橋、韋拉札諾海峽大橋、以及三區大橋等的奧斯馬·安曼（Othmar Ammann）為窄頸大橋的設計師。這條橋是安曼所設計的華盛頓州塔科馬海峽吊橋在1940年倒塌之後，第一次重新嘗試設計的長跨距橋樑。安曼並沒有採用較為細長線條的單純桁架設計，而採用了橋面底部以鋼管桁架加強的懸索橋，用來加大強度的桁架為橋面增加重量，也同时提高了橋面的穩定度，使得風吹過橋面而不是予以施加壓力。

## 更多資訊
- Throgs Neck Bridge （页面存档备份，存于） at MTA Bridges and Tunnels （页面存档备份，存于）
- Throgs Neck Bridge（页面存档备份，存于） at nycroads.com （页面存档备份，存于）
- Structurae裡有關窄頸大橋 （页面存档备份，存于）的資料